# Southerniella cylindrolaimus
Southerniella cylindrolaimus is een rondwormensoort uit de familie van de Diplopeltidae.